# Суспільство споживання

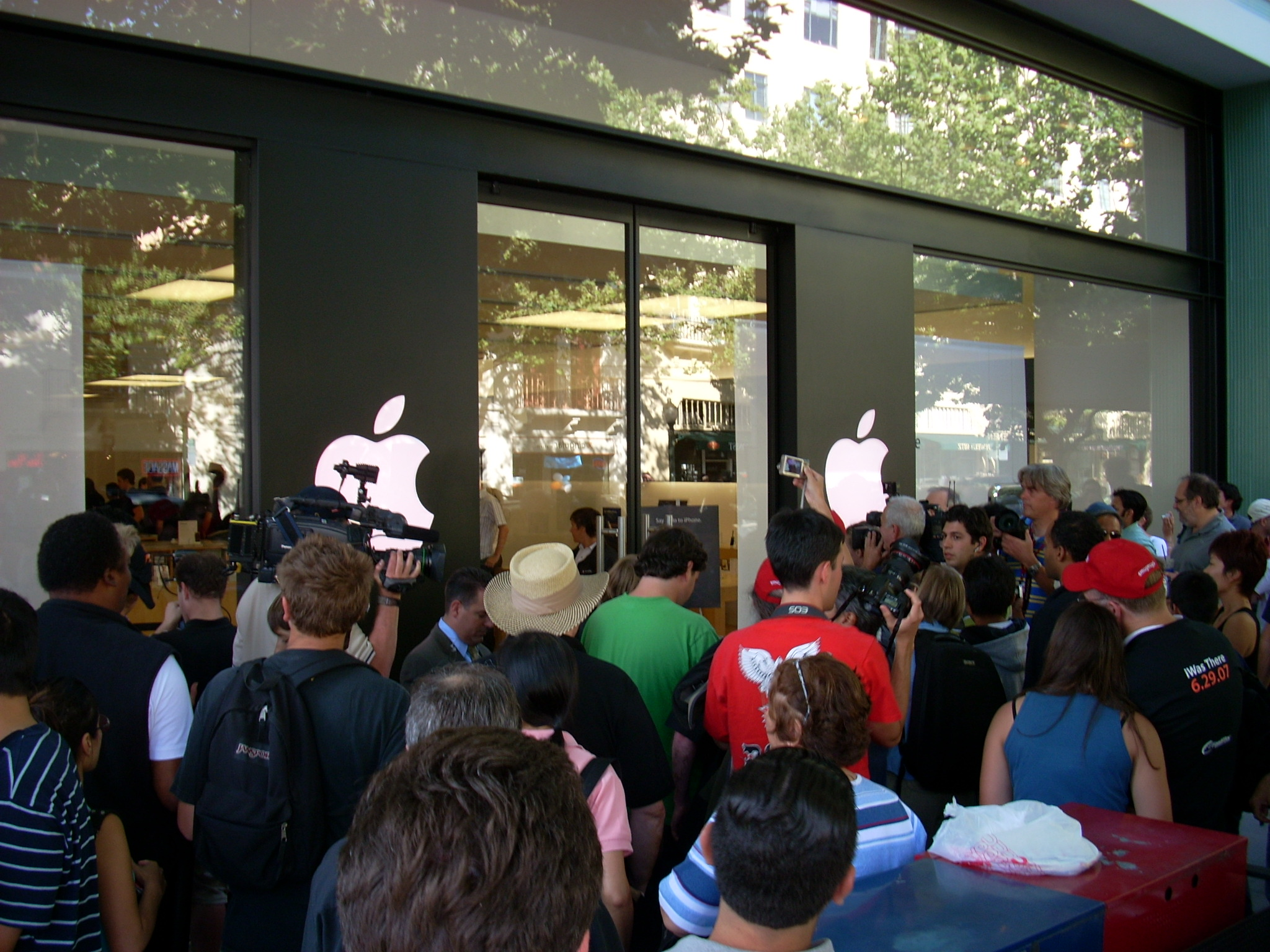
Черга в Apple Store за першою моделлю iPhone, Пало-Альто, США, 2007 рік

Спожива́цтво, консюмери́зм (англ. consumerism) а також суспільство споживання (англ. consumer society) — сукупність суспільних відносин, заснованих на принципі індивідуального споживання. Характеризується масовим споживанням матеріальних благ і формуванням відповідної системи цінностей і настанов. Масове споживання, яке виходить далеко за межі потреб для існування (виживання) людини, є однією з рис сучасного суспільства.
Термін «споживацтво» використовують для опису ефекту прирівняння особистого щастя з купівлею і споживанням матеріальних цінностей. Цей термін часто пов'язують з критикою економічної теорії споживання Карлом Марксом і Торстейном Вебленом.
Хоча споживацтво звичайно асоціюють з капіталізмом і Заходом, воно насправді мультикультурне й не географічне явище: його можна спостерігати на всіх континентах. Споживацтво, коли люди купують більше товарів, ніж їм потрібно для життєвих потреб, спостерігалося ще на початку цивілізації, наприклад в Стародавньому Єгипті, Вавилоні, Стародавньому Римі. Відколи виник консюмеризм, окремі особи і групи свідомо шукають альтернативний від звичайного стиль життя.
Масове споживацтво розвивається разом з розвитком капіталізму, який супроводжується бурхливим економічним і технічним розвитком, що призвело до зростання доходів та суттєво змінило структуру споживання.

## Історія
Першим, хто серйозно заговорив про поняття споживацтва в близькому до сучасного розумінні, був американський соціолог Торстейн Веблен. У своєму дослідженні розповсюдженого тоді серед вищого прошарку США престижного споживання він виводить свою теорію «демонстративного споживання». Вона розглядає споживацьку поведінку як таку, що виходить далеко за межі задоволення первинних потреб і починає слугувати в першу чергу зростанню соціального престижу.
У 1920-1930-х роках у Сполучених Штатах формується справжня споживацька культура в суспільстві. У зв'язку з економічним процвітанням і фордизмом формується споживацький середній клас. Бурхливий технічний розвиток і широкий асортимент товарів споживання (передусім, приладів для домогосподарства, радіо та автівок) змушують споживача все більше прагнути до нових товарів. Через таку культуру нового матеріалізму традиційні норми та цінності малих міських спільнот скасовуються, як це довели у своїх «middletown studies» (1929 та 1937) соціологи Роберт і Гелен Лінди.
У розумінні Франкфуртської школи споживацька культура відбивається в понятті капіталістичної культуріндустрії. Вона виробляє хибні потреби та «хибну свідомість», аби затуманювати класову свідомість робітників. В цьому сенсі споживацтво зображується таким, що інтегрує та утримує капіталістичну систему супроти соціалістичного поступу.
Після Другої світової війни у зв'язку зі зрослою індивідуалізацією суспільства культура споживання поширюється і на Європу. Споживацтво починає активно слугувати конструюванню ідентичностей. Люди більше не можуть виводити те, хто вони такі, із приналежності до груп чи походження, вони визначають себе самі через накопичення і споживання старанно підібраних продуктів.
15 березня 1962 року в США президент Джон Кеннеді ввів «Білль про права споживача» (тепер цей день відзначається як Всесвітній день захисту прав споживачів). Цей документ встановив, що споживча громадськість має право на захист, інформацію, вибір і, крім того, вона має право на те, щоб її вислухали. Поступово такі закони про захист прав споживачів утвердилися в більшості країн, що символізувало собою новий рівень культури споживання.

## Риси суспільства споживання
- У споживанні, яке виходить за межі боротьби за фізичне існування, в різній мірі бере участь переважна більшість населення. За останні 40 років особисті видатки на товари та послуги у світі зросли більш ніж в чотири рази з 4,8 млрд доларів в 1960 році до 20 млрд в 2000 році.
- У торгівлі та сфері обслуговування зменшується роль маленьких магазинів. З'являються великі торговельні центри (супермаркети, гіпермаркети). Шопінг стає популярною формою дозвілля значної частини населення.
- Економіка тісно переплітається з культурою споживання. Реклама товарів та послуг формує бажання, моду, норми поведінки, інтереси, навіть духовні цінності.

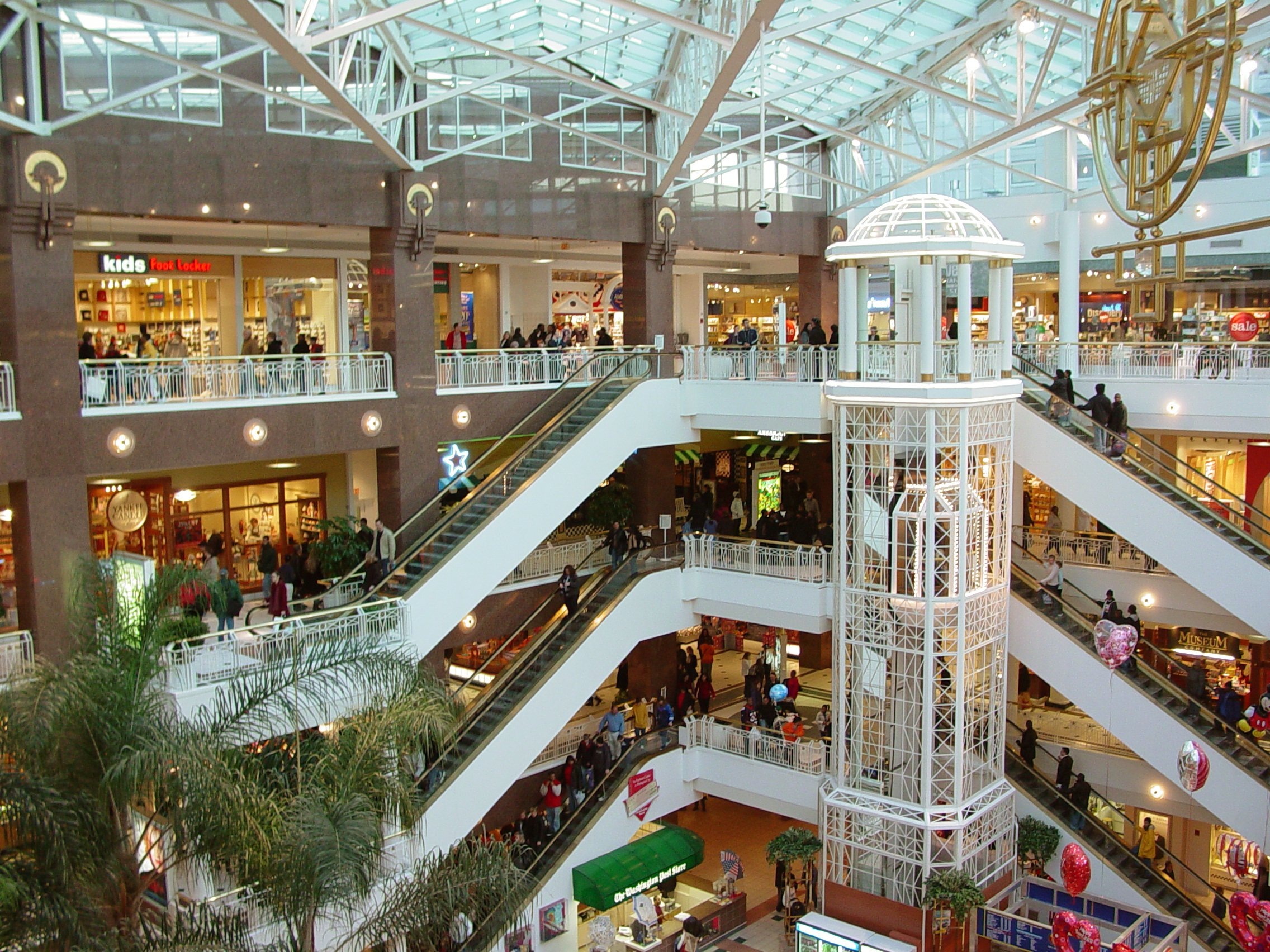
Торговий центр

- Конкуренція виробників породжує конкуренцію споживачів. Людина в суспільстві споживання прагне споживати так, щоб, з одного боку, бути «не гірше за інших», а з іншого — «не зливатися з юрбою». Індивідуальне споживання відображає не тільки соціальні характеристики споживача, як демонстрація його соціального статусу, а й особливості його індивідуального способу життя (ідентичність).
- Суттєво змінюється структура вартості товарів. Нерідко до неї входить надбавка за торгівельну марку (бренд) відомої фірми-виробника. При цьому товари відомих фірм можуть коштувати в декілька разів більше, ніж їх аналоги від менш відомих виробників, які не поступаються їм за якістю.
- З'являється розвинена система кредитування, банківські картки, дорожні чеки, картки постійних покупців тощо. Все це прискорює процес прийняття рішень при покупках.
- Система кредитування перетворюється в основу соціального контролю, коли добробут ґрунтується на речах, придбаних в кредит, і залежить від стабільного заробітку. Крім прямих кредитів, споживач оплачує вартість кредитів виробників і реалізаторів. Згідно з дослідженнями, проведеними співробітниками системи банків JAK (Швеція), у Німеччині до 1993 року середня «процентна» складова від загальної вартості на товари та послуги досягала 50 %. У 2000 році 80 % населення купуючи товари, зрештою понад 50 % суми сплачували за «процентну» складову, для 10 % це навантаження склала трохи менше 50 %, і тільки для решти 10 % додаткові накрутки були менше 30 % від кінцевої вартості покупки.[1]
- Мода на одяг та інші товари змінюється майже щосезону. У суспільстві споживання людина, що «відстала» від моди часто ризикує почувати себе нещасною, хоча має достаток та гарні речі.
- Революція у сфері комунікацій призводить до формування нового інформаційного простору. Доступ до цього інформаційного простору є платним. Комунікації між людьми здійснюються через провайдерів, з якими треба укласти договори та платити за комунікації гроші.
- Освіта, насамперед вища, все більше стає звичайною платною послугою.
- Виглядати молодим і здоровим стає «модним», особливо серед еліти. З'являється так звана «індустрія краси». Широке поширення отримують омолоджувальні процедури та пластичні операції (див. ейджизм).

## Погляди на суспільство споживання

### Критика споживацтва

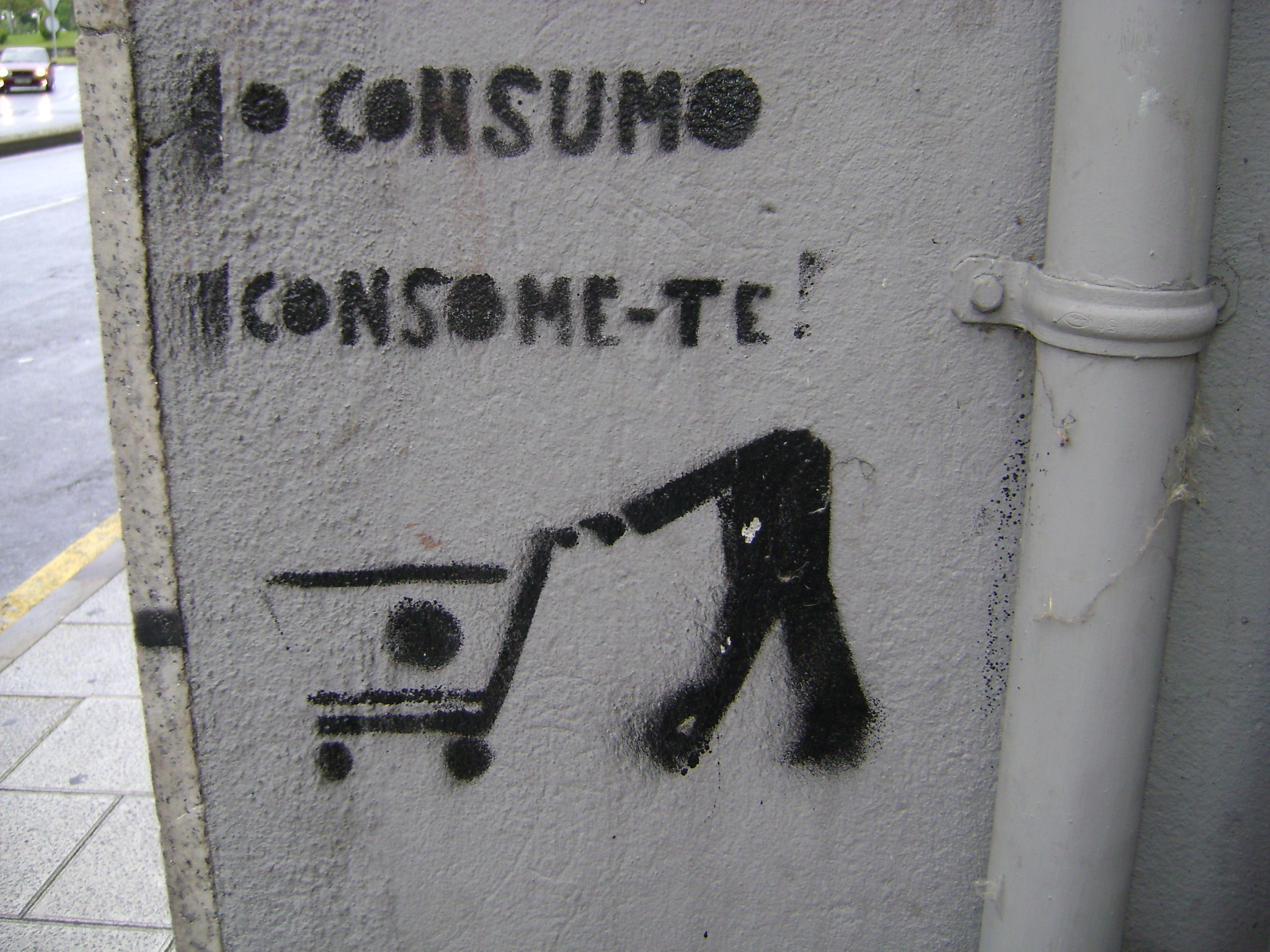
Антиспоживацьке шаблонне графіті: «Споживацтво споживає тебе».

Споживацтво в сучасному світі споживання стає свого роду згубною залежністю, розвивається оніоманія. Для людини з такою залежністю, товари втрачають власну значущість і стають лише символом причетності до якоїсь суспільної групи. Ідея можливості досягнення соціальної переваги через споживання породжує у свідомості покупця віру в те, що сам акт купівлі здатний доставити більше задоволення, ніж власне продукт, який отримується. Людське щастя ставиться в залежність від рівня споживання, споживання стає метою і сенсом життя.
Значна критика ідеології споживацтва розвивається в релігійному середовищі. З релігійної точки зору, воно ігнорує духовні цінності, якщо вони поза сферою ринкових відносин, експлуатує і заохочує пристрасті, емоції, пороки, в той час, як всі основні релігії закликають до їх приборкання, обмеження. Прикладом критики споживацтва в християнстві є енцикліка папи римського Іоанна Павла II «Centesimus Annus» (1991), згідно з якою споживацтво — один з найнебезпечніших наслідків радикальної форми капіталізму.
Крім того, наявним станом споживацтва занепокоєні енвайронменталісти. Вони вважають, що споживацтво і продиктована ним маркетингова діяльність згубно впливають на і без того обмежені природні ресурси планети.

### Контраргументи прихильників споживацтва
Прихильники споживацтва вважають, що процеси, які на їхню думку перекручено тлумачаться як прояв поганого смаку, маніакальний шопінг і показуха, зовсім не зводяться до названих прикрих проявів. Економіст початку XXI століття Олександр Долгін пише, що «неприйняття культурних трендів споживання викликано тим, що багато критиків в принципі не розібралися в устрої суспільства споживання … Сучасним суспільством все активніше управляє деяке розумне символічне начало, зовсім не менш владне, ніж конкуренція за матеріальні ресурси. З цього виростають інші життєві реалії й, до пари їм, інша мораль, про яку невірно судити з колишніх позицій». Речі говорять більше, ніж про багатство, одночасно вони маркують смак, ментальність, соціальну приналежність та інші якості індивіда[джерело?].
Споживче товариство надає в розпорядження людей сигнальну систему і практики, що обслуговують необхідність у зближенні та дистанціюванні. Причому ефективність цієї сигнальної системи залежить від швидкості, трудомісткості та повноти взаємного «просвічування». А це, своєю чергою, впливає на якість оточення, в якому живуть люди, на якість комунікацій і, зрештою, на якість життя.
Крім того, суспільства споживання тяжіють до мінімізації соціальних розбіжностей, таких як національні чи релігійні. Активне споживання та гонитва за модою переводять суспільні акценти, тим самим згладжуючи старі конфлікти.

## Сучасні теорії споживацтва

### Жан Бодріяр
В 1970 р. Бодріяр у своїй роботі «Суспільство споживання» сформулював побоювання щодо того, що продукований мас-медіа споживацький лиск веде до руйнування дійсності. Сучасні індивіди за ним живуть у фіктивній «реальності спектаклю».
Загалом, Бодріяр розглядає споживання як ланцюгову психологічну реакцію, яка керується сучасною магією, природа якої несвідома. Споживання предметів більше не пов'язане з їх сутністю — йдеться скоріше про відчужені знаки предметів, які існують лише у зв'язку один з одним. Надлишок предметів споживання вказує на «уявний» достаток, що Бодрійяр протиставляє «справжньому» достатку, що існував, на його думку, при збірному способі господарювання. Бодріяр вважає, що суспільство споживання — це суспільство самообману, де неможливі ні справжні почуття, ні культура, і де навіть достаток є наслідком ретельно замаскованого і захищеного дефіциту, що має зміст структурного закону виживання сучасного світу.

### Елвін Тофлер
У своїй роботі «Третя хвиля», яка була написана в 1980 р., Тофлер оголошує про настання Третьої (постіндустріальної) хвилі, що приходить на зміну Другої (індустріальної) хвилі, як та колись прийшла на зміну Першої (доіндустріальної). Однією із засад нового типу суспільства, що пропонується Третьою хвилею, є різке зростання споживацьких благ. На відміну від Другої хвилі, де вони продукувались централізовано, в Третій хвилі вони у великій мірі повинні децентралізуватись і вироблятись в домашніх межах електронних котеджів у локалізованій системі «виробництва-споживання». Технічною та інформаційною базою для такої споживацької децентралізації повинні стати великі транснаціональні корпорації. Підстави для настання описаної ситуації Тофлер вбачає у суспільних трендах інформатизації, зростанні наукомісткості виробництва тощо. Він вважає, що Третя хвиля повинна остаточно змінити Другу вже в 2025 р.

### Гі Дебор
У книзі «Суспільство спектаклю» (1967) суспільство споживання розглядається Гі Дебором як наступна стадія розвитку капіталізму. За ним це означає новий рівень відчуження, оскільки відчужуються не лише продукти праці (як це було раніше), але й вільний час, який робітник повинен відтепер тратити на споживання товарних фетишів або перегляд телепередач, що рекламують ці товарні фетиші. В результаті: «Сфера володіння розширюється тією мірою, в якій саме володіння стає все більш і більш фіктивним».
Дебор діагностує такий соціально-економічний стан як суспільство спектаклю. Під спектаклем він розуміє «суспільні відносини, які опосередковані образами». Саме завдяки їхній підміні реально пережитого уявленнями про реальне, що транслюються через мас-медіа, вдається нав'язувати людям споживання товарних фетишів.
Як вихід Дебор пропонує розхитувати систему «авторитетів» і «брендів», беручи щось із них та через багаторазове повторення та спотворення, доводячи оригінальний замисел до абсурду. Ці ідеї лягли в основу ситуаціонізму.

## Використана література
1. ↑  Лєденцов Н., «Общество потребления»[недоступне посилання з жовтня 2019]
2. ↑  Галдецький В. А., «Общество потребления и кризис социализма»